# Impatiens emiliae
Impatiens emiliae är en balsaminväxtart som beskrevs av Fischer och Rahelivololona. Impatiens emiliae ingår i släktet balsaminer, och familjen balsaminväxter. Inga underarter finns listade i Catalogue of Life.